# 比利切列莫什河

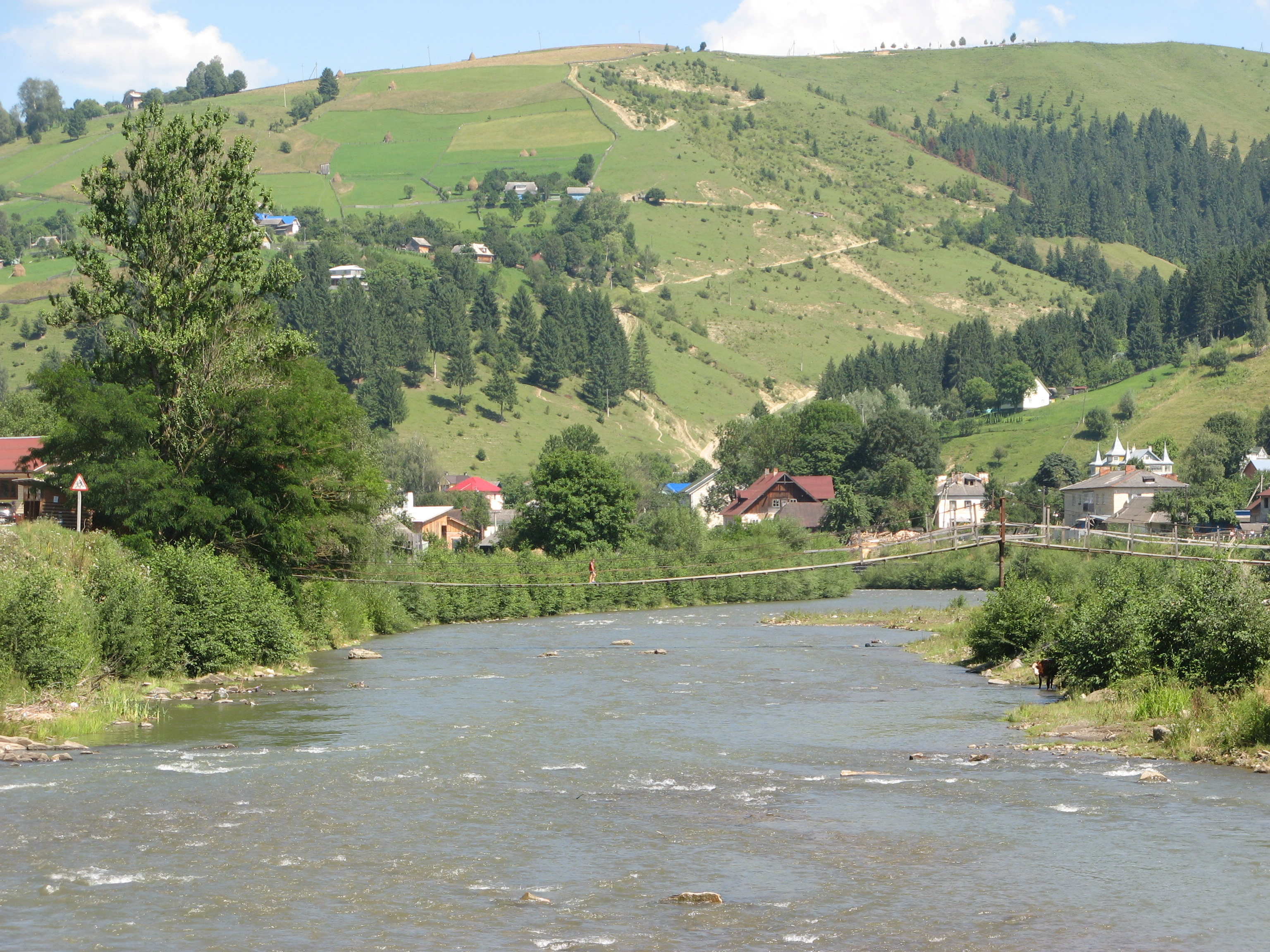

比利切列莫什河是烏克蘭的河流，屬於切列莫什河的支流，流經伊萬諾-弗蘭科夫斯克州和切爾諾夫策州，河道全長51公里，流域面積632平方公里。